# گلاب زهرا
گلاب زهرا نام شرکت تولیدکننده و صادرکننده گلاب و روغن گل است که در سال ۱۳۵۶ خورشیدی در کرمان تأسیس شد. همایون صنعتی زاده و همسرش شهین‌دخت سرلتی (صنعتی) مؤسسان این شرکت بودند. این شرکت از نظر بازرگانی وابسته به بنیاد فرهنگی و تربیتی صنعتی است.

## پیشینه
در سال ۱۳۵۲ پدر همایون صنعتی‌زاده درگذشت و او وارث و مسوول اداره پرورشگاهی شد که پدرش تأسیس کرده‌بود. چند هزار هکتار زمین تقریباً خشک در روستای لاله‌زار در حدود ۲۰۰ کیلومتری جنوب کرمان جزو املاک پرورشگاه بود. مردم منطقه در آن دوران عموماً تریاک می‌کاشتند. او متوجه شد که عطر گیاهانی مانند نعناع که در این منطقه روییده‌اند، به‌طور قابل توجهی قوی‌تر از مناطق دیگر است. پس به این فکر افتاد که به جای تریاک، گیاهان معطر پرورش دهد و گلاب که در ایران مصرف همگانی داشت، مورد توجه او قرار گرفت. او یکصد بوته گیاه گل محمدی از کاشان تهیه کرد و کاشت. آزمایش‌های بعدی او نشان داد که متوسط اسانس گلبرگ‌های گیاهان او به‌طور متوسط پنجاه درصد بیشتر از کاشان است. او در حالی که کشاورزان محلی نسبت به کشت گیاهان جدید در آن منطقه بدبین بودند، به توسعه مزرعه‌اش ادامه داد و توانست نیازهای بازارهای محلی را تأمین کند. او یک کارگاه گلاب‌گیری در لاله‌زار بنا کرد که توسط همسرش، شهین‌دخت سرلتی مدیریت می‌شد. سرلتی گلاب را در بشکه به کرمان می‌فرستاد و صنعتی‌زاده در کرمان آن‌ها را شیشه می‌کرد و با برند گلاب زهرا روانه بازار تهران می‌کرد. تأسیس این کارگاه سنتی و شروع فعالیت گلاب زهرا به سال ۱۳۵۶ خورشیدی بازمی‌گردد.
او سه سال بعد از انقلاب ایران، بازداشت و به مدت پنج سال زندانی شد. در این مدت، کشاورزان منطقه مانع آبیاری مزارع او شدند. اما گیاهان گل محمدی از بین نرفتند و این باعث شد که در بین کشاورزان محلی، تمایل به کشت گل محمدی ایجاد شود. زمانی که صنعتی‌زاده از زندان آزاد شد، ده‌ها مزرعه گل محمدی دیگر در آن منطقه ایجاد شده بود.
این کارگاه سنتی در سال ۱۳۷۴ با نصب و بهره‌برداری از چهار دیگ تقطیر به صورت صنعتی و مکانیزه درآمد و در سال ۱۳۹۱ با افتتاح فاز دوم کارخانه، برای نخستین بار در کشور ایران استخراج فینیل اتیل الکل امکان‌پذیر شد. همچنین فاز سوم این کارخانه در سال ۱۳۹۵ به بهره‌برداری رسید.

## محصولات
تولیدات شرکت گلاب زهرا عمدتاً گلاب و روغن گل است. این کارخانه برای تولید این محصولات موفق به دریافت گواهینامه ارگانیک از باشگاه خاک انگلیس (Soil Association) شده‌است. این شرکت، همچنین تولیدکننده انواع عرقیات و گل و غنچه محمدی است. محصولات این شرکت علاوه بر مصرف داخل، به اروپا و کشورهای حاشیه خلیج فارس صادر می‌شود. کارخانه‌های تولید عطر و ادکلن از جمله مشتریان این شرکت‌اند.